# The Soul Album
The Soul Album är ett musikalbum av Otis Redding som lanserades 1966 på Stax Records. Skivan innehåller inte så många kända låtar och endast en singel från den, "Just One More Day" låg på Billboard Hot 100 i USA. Trots detta nådde albumet respektabla listplaceringar både i USA och Storbritannien.

## Låtlista
1. "Just One More Day"
2. "It's Growing"
3. "Cigarettes and Coffee"
4. "Chain Gang"
5. "Nobody Knows You"
6. "Good to Me"
7. "Scratch My Back"
8. "Treat Her Right"
9. "Everybody makes a Mistake"
10. "Any Ole Way"
11. "634-5789 (Soulsville, U.S.A.)"

## Listplaceringar
- Billboard 200, USA: #54[1]
- Billboard R&B Albums: #3
- UK Albums Chart, Storbritannien: #22[2]